# Jarius Vilmos József
Jarius Vilmos József, Wilhelm Josef Jarius (Sopron, 1772. március 17. – Pozsony, 1843. május 3.) ágostai evangélikus lelkész.

## Élete

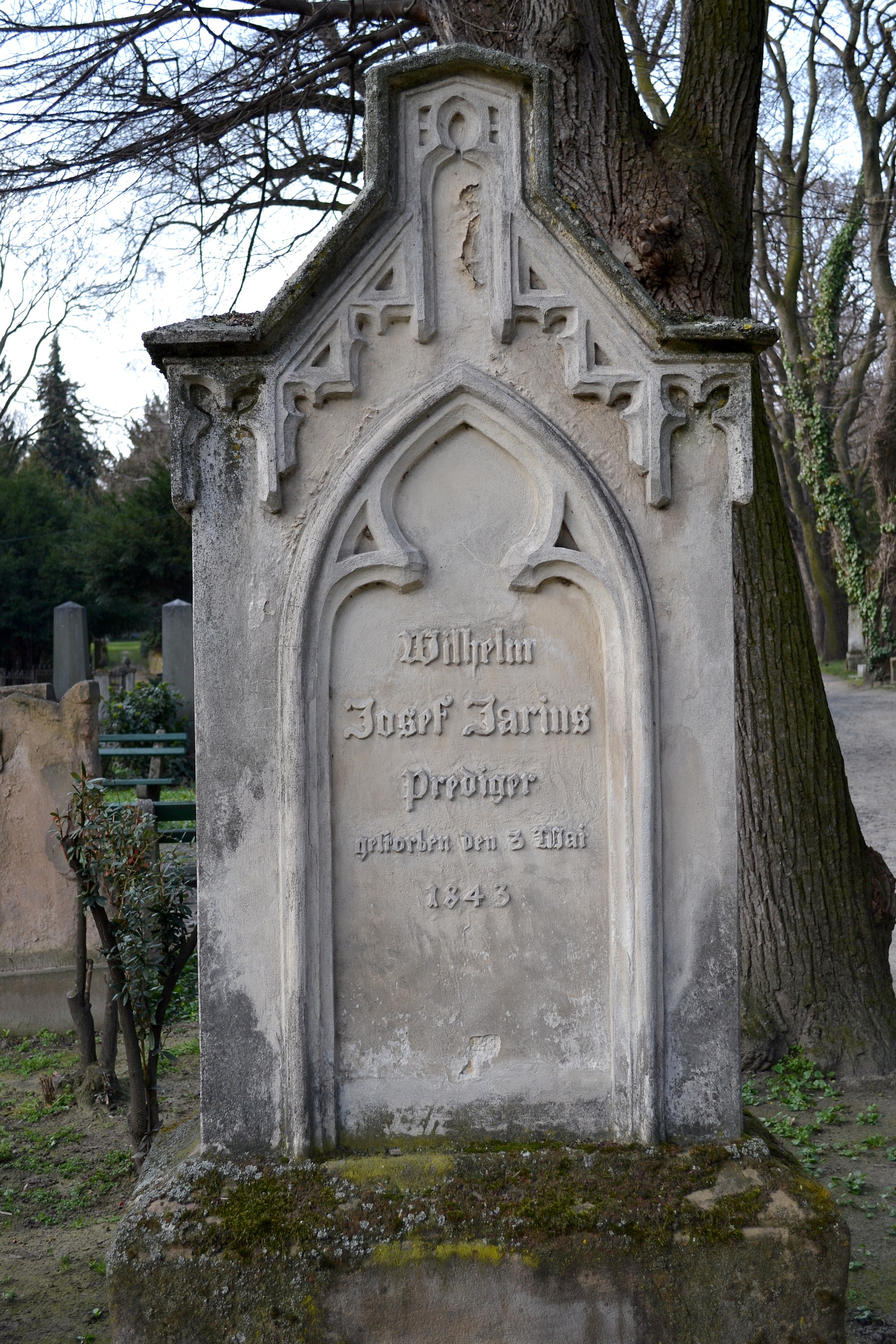
Sírja a pozsonyi temetőben

Édesapja Joseph Gottlieb Jahrius. Középiskoláit Sopronban végezte; 1793 őszén külföldre ment és három évet töltött a Jénai Egyetemen, ahol Griesbachtól teológiát, Schütztől filológiát, Woltmanntól történelmet és Fichtétől bölcseletet tanult. Visszatérve Bécsben Müller János történetíró és könyvtárnok mellett folytatta történelmi tanulmányait. 1802-ben a bleibergi (Karintia) egyház hívta lelkészének, október 31-én kezdte meg szolgálatát és 16 évet töltött itt. 1817 november 16-án feleségül vette Dulnigg József császári tisztviselő leányát, Katalint. 1818-ban a pozsonyi lelkészi állást fogadta el, itt is hunyt el később.

## Munkái
- Was eine Gemeinde vom Amte eines evang. Predigers halten müsse, wenn er es mit Segen bei ihr ausrichten soll. Eine Antrittspredigt, gehalten am 24. Trinitatis Sonntag, den 8. Nov. 1818., im Bethause der ev. Gemeinde A. B. zu Pressburg. Pressburg, 1818.
- Rede bei der Beerdigung der Frau Maria Rosina Rambach geb. Rackwitz, geh. am 2. Oct. 1829. Uo.
- Wie wir dem Herrn würdig dafür danken, dass er sich, in der jetzt geendeten Seuche, unter uns so herrlich bewiesen. Dankpredigt, am ersten Sonntage des Advents den 27. Nov. 1831., gehalten vor der ev. Gemeinde A. C. zu Pressburg. Uo.
- Jesus Christus, empfangen vom heil. Geiste. Predigt am dritten Advent-Sonntage 1834. in der Kirche der ev. Gemeinde a. C. zu Pressburg. Uo. (1834.)
- Predigten auf alle Sonn- und Festtage des Jahres. Eine Auswahl aus den hinterlassenen Handschriften. Herausg. von Victor Hornyánszky. Pest, 1859.